# DFB-Pokal 2018/19
Der DFB-Pokal 2018/19 war die 76. Austragung des Fußballpokalwettbewerbs der Männer. Das Finale fand am 25. Mai 2019 statt und wurde, wie seit 1985 üblich, im Berliner Olympiastadion ausgetragen. Der FC Bayern München siegte mit 3:0 gegen RB Leipzig und gewann seinen 19. Titel; Titelverteidiger Eintracht Frankfurt unterlag bereits in der 1. Runde dem SSV Ulm 1846.
Der DFB-Pokalsieger hätte das Startrecht in der Gruppenphase zur Europa League 2019/20 erhalten. Da jedoch beide Finalisten bereits über die Bundesliga für die Champions League qualifiziert waren, rückte stattdessen (unabhängig vom Ausgang des Finalspiels) der VfL Wolfsburg als Sechster der Bundesliga von der EL-Qualifikation in die Gruppenphase, und Eintracht Frankfurt erhielt als Siebter den freien Platz in der Qualifikation.
Weiterhin galt, dass keine zwei Mannschaften eines Vereins oder einer Kapitalgesellschaft an den Spielen um den DFB-Vereinspokal teilnehmen durften.
Der 2017/18 als zusätzliche Hilfe für die Schiedsrichter eingeführte Video-Assistent kam auch in dieser Spielzeit ab dem Viertelfinale zum Einsatz. In den ersten drei Runden war der technische Aufwand zu groß, da teilweise gleichzeitig an neun Spielorten gespielt wurde und die technischen Einrichtungen in den Stadien der unterklassigen Mannschaften fehlten.

## Teilnehmende Mannschaften
| Hamburg 3 (2 Vereine) |

| München (2 Vereine) |

| Wolfsburg |

| Mönchen- gladbach |

| Köln (2 Vereine) |

| Leverkusen |

| Gelsen- kirchen 1 |

| Augsburg |

| Sinsheim 2 |

| Bremen 5 (2 Vereine) |

| Dortmund |

| Frankfurt |

| Mainz |

| Ingolstadt |

| Stuttgart |

| Hannover |

| Darmstadt |

| Regensburg |

| Düsseldorf |

| Leipzig (2 Vereine) |

| Heidenheim |

| Nürnberg |

| Bochum |

| Braunschweig |

| Bielefeld |

| Freiburg |

| Fürth |

| Kaisers- lautern |

| Sandhausen |

| Dresden |

| Aue |

| Kiel |

| Duisburg |

| Edewecht 4 |

| Drochtersen |

| Paderborn |

| Erndtebrück |

| Rödinghausen |

| Magdeburg |

| Karlsruhe |

| Pforzheim |

| Wiesbaden |

| Stendal |

| Schweinfurt |

| Dassendorf |

| Rostock |

| Koblenz |

| Flensburg |

| Rheinau 6 |

| Worms |

| Jena |

| Berlin (3 Vereine) |

| Cottbus |

| Haiger |

| Oberhausen |

| Spiesen-Elversberg |

| Ulm |

Für die erste Runde waren 64 Mannschaften sportlich qualifiziert:
| Bundesliga die 18 Vereine der Saison 2017/18 | 2. Bundesliga die 18 Vereine der Saison 2017/18 | 3. Liga die 4 Bestplatzierten der Saison 2017/18 |
| FC Bayern München FC Schalke 04 TSG 1899 Hoffenheim Borussia Dortmund Bayer 04 Leverkusen RB Leipzig VfB Stuttgart Eintracht Frankfurt (TV) Borussia Mönchengladbach Hertha BSC SV Werder Bremen FC Augsburg Hannover 96 1. FSV Mainz 05 SC Freiburg VfL Wolfsburg Hamburger SV (II) 1. FC Köln (II) | Fortuna Düsseldorf (I) 1. FC Nürnberg (I) Holstein Kiel Arminia Bielefeld SSV Jahn Regensburg VfL Bochum MSV Duisburg 1. FC Union Berlin FC Ingolstadt 04 SV Darmstadt 98 SV Sandhausen FC St. Pauli 1. FC Heidenheim SG Dynamo Dresden SpVgg Greuther Fürth FC Erzgebirge Aue Eintracht Braunschweig (III) 1. FC Kaiserslautern (III) | 1. FC Magdeburg (II) SC Paderborn 07 (II) Karlsruher SC SV Wehen Wiesbaden |
| Vertreter der Landesverbände 24 Vertreter der 21 Landesverbände des DFB, in der Regel die Landespokalsieger der Saison 2017/18 1 | | |
| - Baden 2 1. CfR Pforzheim (V) - Bayern 1 1. FC Schweinfurt 05 (IV) TSV 1860 München (III) - Berlin BFC Dynamo (IV) - Brandenburg Energie Cottbus (III) - Bremen BSC Hastedt (V) - Hamburg TuS Dassendorf (V) - Hessen TSV Steinbach Haiger (IV)                                                     | - Mecklenburg-Vorpommern Hansa Rostock (III) - Mittelrhein FC Viktoria Köln (IV) - Niederrhein Rot-Weiß Oberhausen (IV) - Niedersachsen 1 SV Drochtersen/Assel (IV) SSV Jeddeloh (IV) - Rheinland TuS Rot-Weiß Koblenz (V) - Saarland SV Elversberg (IV) - Sachsen BSG Chemie Leipzig (V)                                              | - Sachsen-Anhalt 3 1. FC Lok Stendal (V) - Schleswig-Holstein SC Weiche Flensburg 08 (IV) - Südbaden SV Linx (V) - Südwest Wormatia Worms (IV) - Thüringen FC Carl Zeiss Jena (III) - Westfalen 1 4 TuS Erndtebrück (V) SV Rödinghausen (IV) - Württemberg SSV Ulm 1846 (IV) |
| Ligaebene 2018/19 in Klammern: I = Bundesliga • II = 2. Bundesliga • III = 3. Liga • IV = Regionalliga • V = Oberliga | | |

## Termine
Die Spielrunden wurden an folgenden Terminen ausgetragen:
- 1. Hauptrunde: 17. bis 20. August 2018 (Auslosung am Freitag, 8. Juni 2018)
- 2. Hauptrunde: 30./31. Oktober 2018 (Auslosung am Sonntag, 26. August 2018)
- Achtelfinale: 5./6. Februar 2019 (Auslosung am Sonntag, 4. November 2018)
- Viertelfinale: 2./3. April 2019 (Auslosung am Sonntag, 10. Februar 2019)
- Halbfinale: 23./24. April 2019 (Auslosung am Sonntag, 7. April 2019)
- Finale in Berlin: 25. Mai 2019

## 1. Hauptrunde
Die Partien der 1. Hauptrunde wurden am 8. Juni 2018 ausgelost. Als Losfee fungierte die Moderatorin Palina Rojinski, Ziehungsleiter war der Präsident des DFB, Reinhard Grindel.
Erstmals seit 1996 und zum fünften Mal insgesamt schied der Titelverteidiger (Eintracht Frankfurt) bereits in der 1. Hauptrunde aus.
| Datum             |                              | Ergebnis                         |                              |
| ----------------- | ---------------------------- | -------------------------------- | ---------------------------- |
| 17.08.2018, 20:45 | 1. FC Schweinfurt 05 (IV)    | 0:2 (0:1)                        | FC Schalke 04 (I)            |
| 17.08.2018, 20:45 | SV Wehen Wiesbaden (III)     | 3:2 n. V. (1:1, 1:0)             | FC St. Pauli (II)            |
| 17.08.2018, 20:45 | 1. FC Magdeburg (II)         | 0:1 (0:1)                        | SV Darmstadt 98 (II)         |
| 18.08.2018, 15:30 | SV Elversberg (IV)           | 0:1 (0:0)                        | VfL Wolfsburg (I)            |
| 18.08.2018, 15:30 | 1. FC Kaiserslautern (III)   | 1:6 (1:3)                        | TSG 1899 Hoffenheim (I)      |
| 18.08.2018, 15:30 | 1. CfR Pforzheim (V)         | 0:1 (0:1)                        | Bayer 04 Leverkusen (I)      |
| 18.08.2018, 15:30 | SV Linx (V)                  | 11:2 (1:1) 1                     | 1. FC Nürnberg (I)           |
| 18.08.2018, 15:30 | Wormatia Worms (IV)          | 1:6 (1:5)                        | Werder Bremen (I)            |
| 18.08.2018, 15:30 | SV Rödinghausen (IV)         | 23:2 n. V. (2:2, 2:2) 2          | Dynamo Dresden (II)          |
| 18.08.2018, 15:30 | SSV Ulm 1846 (IV)            | 2:1 (0:0)                        | Eintracht Frankfurt (I)      |
| 18.08.2018, 15:30 | SV Drochtersen/Assel (IV)    | 0:1 (0:0)                        | FC Bayern München (I)        |
| 18.08.2018, 15:30 | TuS Dassendorf (V)           | 30:1 (0:1) 3                     | MSV Duisburg (II)            |
| 18.08.2018, 18:30 | TuS Erndtebrück (V)          | 43:5 (1:2) 4                     | Hamburger SV (II)            |
| 18.08.2018, 18:30 | FC Erzgebirge Aue (II)       | 1:3 (0:1)                        | 1. FSV Mainz 05 (I)          |
| 18.08.2018, 18:30 | Rot-Weiß Oberhausen (IV)     | 0:6 (0:2)                        | SV Sandhausen (II)           |
| 18.08.2018, 20:45 | Hansa Rostock (III)          | 2:0 (1:0)                        | VfB Stuttgart (I)            |
| 19.08.2018, 15:30 | BFC Dynamo (IV)              | 51:9 (1:4) 5                     | 1. FC Köln (II)              |
| 19.08.2018, 15:30 | Karlsruher SC (III)          | 0:6 (0:3)                        | Hannover 96 (I)              |
| 19.08.2018, 15:30 | TSV Steinbach Haiger (IV)    | 1:2 (0:1)                        | FC Augsburg (I)              |
| 19.08.2018, 15:30 | FC Viktoria Köln (IV)        | 1:3 (1:0)                        | RB Leipzig (I)               |
| 19.08.2018, 15:30 | 1. FC Lok Stendal (V)        | 0:5 (0:1)                        | Arminia Bielefeld (II)       |
| 19.08.2018, 15:30 | SC Weiche Flensburg 08 (IV)  | 1:0 (1:0)                        | VfL Bochum (II)              |
| 19.08.2018, 15:30 | SSV Jeddeloh (IV)            | 62:5 (0:3) 6                     | 1. FC Heidenheim (II)        |
| 19.08.2018, 15:30 | TuS Rot-Weiß Koblenz (V)     | 0:5 (0:4)                        | Fortuna Düsseldorf (I)       |
| 19.08.2018, 15:30 | BSG Chemie Leipzig (V)       | 2:1 (0:1)                        | SSV Jahn Regensburg (II)     |
| 19.08.2018, 18:30 | BSC Hastedt (V)              | 71:11 (0:6) 7                    | Borussia Mönchengladbach (I) |
| 19.08.2018, 18:30 | TSV 1860 München (III)       | 1:3 (1:0)                        | Holstein Kiel (II)           |
| 19.08.2018, 18:30 | FC Carl Zeiss Jena (III)     | 2:4 (2:3)                        | 1. FC Union Berlin (II)      |
| 20.08.2018, 18:30 | Eintracht Braunschweig (III) | 1:2 (0:1)                        | Hertha BSC (I)               |
| 20.08.2018, 18:30 | Energie Cottbus (III)        | 2:2 n. V. (1:1, 0:0) (3:5 i. E.) | SC Freiburg (I)              |
| 20.08.2018, 18:30 | SC Paderborn 07 (II)         | 2:1 (1:0)                        | FC Ingolstadt 04 (II)        |
| 20.08.2018, 20:45 | SpVgg Greuther Fürth (II)    | 1:2 n. V. (1:1, 0:0)             | Borussia Dortmund (I)        |

## 2. Hauptrunde
Die Spielpaarungen der zweiten Hauptrunde wurden am 26. August 2018 ausgelost. Als Losfee fungierte die Leichtathletin Gina Lückenkemper, Ziehungsleiter war der DFB-Vizepräsident Peter Frymuth.
| Datum             |                              | Ergebnis                         |                         |
| ----------------- | ---------------------------- | -------------------------------- | ----------------------- |
| 30.10.2018, 18:30 | BSG Chemie Leipzig (V)       | 0:3 (0:2)                        | SC Paderborn 07 (II)    |
| 30.10.2018, 18:30 | SSV Ulm 1846 (IV)            | 1:5 (1:4)                        | Fortuna Düsseldorf (I)  |
| 30.10.2018, 18:30 | Hannover 96 (I)              | 0:2 (0:1)                        | VfL Wolfsburg (I)       |
| 30.10.2018, 18:30 | SV Darmstadt 98 (II)         | 0:2 (0:0)                        | Hertha BSC (I)          |
| 30.10.2018, 20:45 | SV Wehen Wiesbaden (III)     | 0:3 (0:1)                        | Hamburger SV (II)       |
| 30.10.2018, 20:45 | SV Rödinghausen (IV)         | 11:2 (0:2) 1                     | FC Bayern München (I)   |
| 30.10.2018, 20:45 | 1. FC Heidenheim (II)        | 3:0 (2:0)                        | SV Sandhausen (II)      |
| 30.10.2018, 20:45 | FC Augsburg (I)              | 3:2 n. V. (2:2, 1:2)             | 1. FSV Mainz 05 (I)     |
| 31.10.2018, 18:30 | Hansa Rostock (III)          | 2:2 n. V. (1:1, 1:0) (2:4 i. E.) | 1. FC Nürnberg (I)      |
| 31.10.2018, 18:30 | SC Weiche Flensburg 08 (IV)  | 21:5 (1:3) 2                     | Werder Bremen (I)       |
| 31.10.2018, 18:30 | 1. FC Köln (II)              | 1:1 n. V. (1:1, 1:0) (5:6 i. E.) | FC Schalke 04 (I)       |
| 31.10.2018, 18:30 | Borussia Dortmund (I)        | 3:2 n. V. (2:2, 1:0)             | 1. FC Union Berlin (II) |
| 31.10.2018, 20:45 | Holstein Kiel (II)           | 2:1 (1:1)                        | SC Freiburg (I)         |
| 31.10.2018, 20:45 | Arminia Bielefeld (II)       | 0:3 (0:3)                        | MSV Duisburg (II)       |
| 31.10.2018, 20:45 | RB Leipzig (I)               | 2:0 (0:0)                        | TSG 1899 Hoffenheim (I) |
| 31.10.2018, 20:45 | Borussia Mönchengladbach (I) | 0:5 (0:2)                        | Bayer 04 Leverkusen (I) |

## Achtelfinale
Die Spielpaarungen des Achtelfinales wurden am 4. November 2018 ausgelost. Als Losfee fungierte der Blindenfußballer Serdal Çelebi, Ziehungsleiter war der Trainer der deutschen Frauen-Nationalmannschaft, Horst Hrubesch.
Ab dieser Runde wurde nur noch aus einem Topf gelost, die zuerst in eine Paarung geloste Mannschaft erhielt Heimrecht. Es war das erste Mal seit dem DFB-Pokal 1986/87, dass nur Mannschaften der 1. und 2. Liga vertreten waren.
| Datum             |                       | Ergebnis                         |                         |
| ----------------- | --------------------- | -------------------------------- | ----------------------- |
| 05.02.2019, 18:30 | 1. FC Heidenheim (II) | 2:1 (0:1)                        | Bayer 04 Leverkusen (I) |
| 05.02.2019, 18:30 | Hamburger SV (II)     | 1:0 (0:0)                        | 1. FC Nürnberg (I)      |
| 05.02.2019, 20:45 | MSV Duisburg (II)     | 1:3 (0:0)                        | SC Paderborn 07 (II)    |
| 05.02.2019, 20:45 | Borussia Dortmund (I) | 3:3 n. V. (1:1, 1:1) (2:4 i. E.) | Werder Bremen (I)       |
| 06.02.2019, 18:30 | Holstein Kiel (II)    | 0:1 (0:0)                        | FC Augsburg (I)         |
| 06.02.2019, 18:30 | RB Leipzig (I)        | 1:0 (1:0)                        | VfL Wolfsburg (I)       |
| 06.02.2019, 20:45 | FC Schalke 04 (I)     | 4:1 (1:0)                        | Fortuna Düsseldorf (I)  |
| 06.02.2019, 20:45 | Hertha BSC (I)        | 2:3 n. V. (2:2, 1:1)             | FC Bayern München (I)   |

## Viertelfinale
Die Spielpaarungen des Viertelfinales wurden am 10. Februar 2019 ausgelost. Als Losfee fungierte der deutsche Handballnationalspieler Fabian Böhm, Ziehungsleiterin war die Trainerin der deutschen Frauen-Nationalmannschaft, Martina Voss-Tecklenburg.
| Datum             |                       | Ergebnis             |                       |
| ----------------- | --------------------- | -------------------- | --------------------- |
| 02.04.2019, 18:30 | SC Paderborn 07 (II)  | 0:2 (0:0)            | Hamburger SV (II)     |
| 02.04.2019, 20:45 | FC Augsburg (I)       | 1:2 n. V. (1:1, 0:0) | RB Leipzig (I)        |
| 03.04.2019, 18:30 | FC Bayern München (I) | 5:4 (1:2)            | 1. FC Heidenheim (II) |
| 03.04.2019, 20:45 | FC Schalke 04 (I)     | 0:2 (0:0)            | Werder Bremen (I)     |

## Halbfinale
Die Spielpaarungen des Halbfinales wurden am 7. April 2019 ausgelost. Als Losfee fungierte die deutsche Fußballnationalspielerin Lena Goeßling, DFB-Vizepräsident Peter Frymuth übernahm die Rolle des Ziehungsleiters. Die beiden Partien der Runde der letzten Vier wurden am 23./24. April 2019 ausgetragen.
| Datum             |                   | Ergebnis  |                       |
| ----------------- | ----------------- | --------- | --------------------- |
| 23.04.2019, 20:45 | Hamburger SV (II) | 1:3 (1:1) | RB Leipzig (I)        |
| 24.04.2019, 20:45 | Werder Bremen (I) | 2:3 (0:1) | FC Bayern München (I) |

## Finale
Das Finale wurde am 25. Mai 2019 im Berliner Olympiastadion ausgetragen. Der FC Bayern München wurde zum 19. Mal DFB-Pokal-Sieger.
| Paarung           | RB Leipzig – FC Bayern München |
| Ergebnis          | 0:3 (0:1) |
| Datum             | 25. Mai 2019 um 20:00 Uhr |
| Stadion           | Olympiastadion, Berlin |
| Zuschauer         | 74.322 (ausverkauft) |
| Schiedsrichter    | Tobias Stieler (Offenbach) |
| Tore              | 0:1 Robert Lewandowski (29.) 0:2 Kingsley Coman (78.) 0:3 Robert Lewandowski (85.) |
| RB Leipzig        | Péter Gulácsi – Lukas Klostermann, Ibrahima Konaté (82. Amadou Haidara), Willi Orban (70. Dayot Upamecano), Marcel Halstenberg – Tyler Adams (65. Konrad Laimer), Kevin Kampl ( ab 70.) – Marcel Sabitzer, Emil Forsberg – Timo Werner, Yussuf Poulsen Cheftrainer: Ralf Rangnick |
| FC Bayern München | Manuel Neuer – Joshua Kimmich, Niklas Süle, Mats Hummels, David Alaba – Javi Martínez (65. Corentin Tolisso), Thiago – Thomas Müller – Kingsley Coman (87. Franck Ribéry), Serge Gnabry (73. Arjen Robben) – Robert Lewandowski Cheftrainer: Niko Kovač ( Kroatien)               |
| Gelbe Karten      | Upamecano (82.) – Lewandowski (87.) |

## Siegermannschaft des FC Bayern München
| 1. | FC Bayern München |
|    | - Tor: Manuel Neuer (3/-); Sven Ulreich (3/-) - Abwehr: Joshua Kimmich (6/-); Mats Hummels (5/-); David Alaba (4/-); Niklas Süle (4/-); Rafinha (4/-); Jérôme Boateng (3/-) - Mittelfeld: Thomas Müller (6/3); Thiago (6/-); Kingsley Coman (5/2); Leon Goretzka (5/1); Javi Martínez (5/-); Franck Ribéry (5/-); James Rodríguez (3/-); Arjen Robben (2/-); Corentin Tolisso (2/-); Renato Sanches (1/-); Meritan Shabani (1/-) - Angriff: Robert Lewandowski (5/7); Serge Gnabry (5/3) - Trainer: Niko Kovač |

* Sandro Wagner (1/1) verließ den Verein während der Saison.

## Fernsehübertragungen
Auch in der Saison 2018/19 wurden alle Spiele des DFB-Pokals live vom Pay-TV-Sender Sky Deutschland übertragen. Zusätzlich waren zehn Partien des Wettbewerbs frei empfangbar im ersten Programm der ARD zu sehen. Die ARD wählte dabei aus, welche Partien sie übertrug.
Die Auslosungen wurden grundsätzlich am Sonntag nach der jeweiligen Pokalrunde ab 18 Uhr im Deutschen Fußballmuseum vor Publikum durchgeführt und live in der ARD-Sportschau übertragen. Hiervon abweichend wurde die erste Runde am 8. Juni 2018 nach dem Länderspiel der deutschen Nationalmannschaft gegen Saudi-Arabien ab 22:15 Uhr ausgelost.

## Prämien aus den Fernseh- und Vermarktungserlösen
Die 24 Amateurvereine (Qualifikanten über Landespokal) erhielten für ihren Erstrunden-Auftritt jeweils 121.000 Euro. Die restlichen 45.000 Euro gingen an den jeweiligen DFB-Landesverband, der das Geld unter allen Teilnehmern seines Landespokal-Wettbewerbs ausschüttete. Die Prämien für die Finalteilnehmer wurden gesondert festgelegt.
| Erreichte Runde                 | Prämie pro Mannschaft           | Prämie pro Mannschaft           | Insgesamt ausgeschüttet | Insgesamt ausgeschüttet |
| Erreichte Runde                 | Runde                           | aufsummiert                     | Runde                   | aufsummiert             |
| ------------------------------- | ------------------------------- | ------------------------------- | ----------------------- | ----------------------- |
| 1. Hauptrunde (64 Mannschaften) | 166.000 € (Amateure: 121.000 €) | 166.000 € (Amateure: 121.000 €) | 9.544.000 €             | 9.544.000 €             |
| 2. Hauptrunde (32 Mannschaften) | 332.000 €                       | 498.000 € (Amateure: 453.000 €) | 10.624.000 €            | 20.168.000 €            |
| Achtelfinale (16 Mannschaften)  | 664.000 €                       | 1.162.000 €                     | 10.624.000 €            | 30.792.000 €            |
| Viertelfinale (8 Mannschaften)  | 1.328.000 €                     | 2.490.000 €                     | 10.624.000 €            | 41.416.000 €            |
| Halbfinale (4 Mannschaften)     | 2.656.000 €                     | 5.146.000 €                     | 10.624.000 €            | 52.040.000 €            |

## Beste Torschützen
Nachfolgend aufgelistet sind die besten Torschützen der DFB-Pokal-Saison 2018/19. Sortiert wird nach Anzahl der Treffer, bei gleicher Trefferzahl alphabetisch.
| Rang                | Spieler               | Verein                   | Tore |
| ------------------- | --------------------- | ------------------------ | ---- |
| 1                   | Robert Lewandowski    | FC Bayern München        | 7    |
| 2                   | Pierre-Michel Lasogga | Hamburger SV             | 6    |
| 3                   | Robert Glatzel        | 1. FC Heidenheim         | 4    |
|                     | Dodi Lukébakio        | Fortuna Düsseldorf       | 4    |
|                     | Simon Terodde         | 1. FC Köln               | 4    |
| 6                   | Nikola Dovedan        | 1. FC Heidenheim         | 3    |
|                     | Marvin Ducksch        | Fortuna Düsseldorf       | 3    |
|                     | Serge Gnabry          | FC Bayern München        | 3    |
|                     | Martin Harnik         | Werder Bremen            | 3    |
|                     | Thorgan Hazard        | Borussia Mönchengladbach | 3    |
|                     | Uwe Hünemeier         | SC Paderborn 07          | 3    |
|                     | Joelinton             | TSG 1899 Hoffenheim      | 3    |
|                     | Alassane Pléa         | Borussia Mönchengladbach | 3    |
|                     | Raffael               | Borussia Mönchengladbach | 3    |
|                     | Marco Reus            | Borussia Dortmund        | 3    |
|                     | Timo Werner           | RB Leipzig               | 3    |
| Stand: 25. Mai 2019 |                       |                          |      |